# 秦豐助

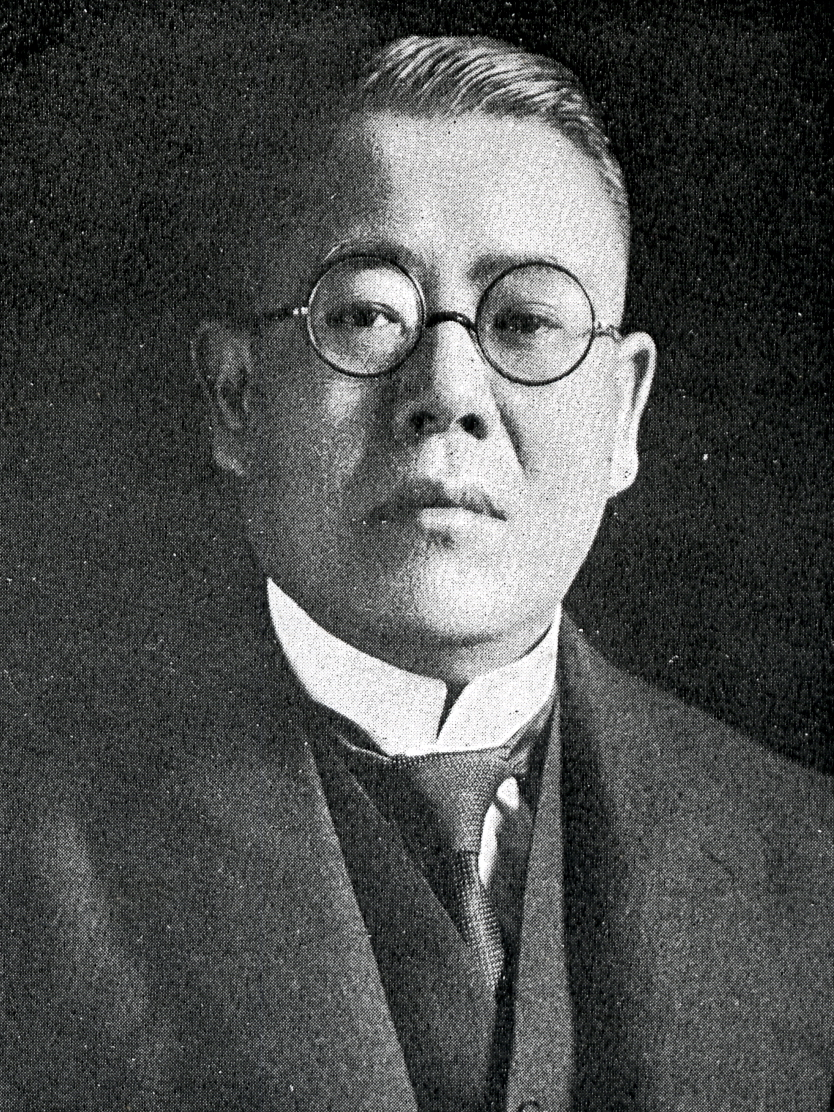
秦豐助

秦豐助（1872年9月29日—1933年2月4日），日本内務官僚、政治人物，曾任眾議院議員、拓務大臣。

## 生平
秦豐助於明治五年八月二十七日（1872年9月29日）在東京築地出生，是船舶代理商（回船問屋）、東京府會副議長秦源祐的長男。先後就讀於東京府立一中、日本中學校、第一高等中學校，之後在1896年（明治29年）7月畢業於帝國大學法科大學政治學科，後來成為日本内務省參事官室兼縣治局勤務。同年11月，參加文官高等試驗合格。
1897年（明治30年）5月，就任福井縣參事官，之後歷任愛媛縣參事官、千葉縣參事官、神奈川縣參事官、勸業課長。於1905年（明治38年）4月到翌年5月為止的期間前往歐洲出差，回國後，於1906年（明治39年）7月擔任長崎縣第一部長兼第三部長，之後又擔任該縣的内務部長。1912年（明治45年）3月，擔任秋田縣知事，之後又成為了德島縣知事，後於1915年（大正4年）1月休職，翌月自願辭職。
1915年3月，於埼玉縣第一區出馬參加日本第12屆眾議院議員大選並當選，之後直到1932年（昭和7年）2月的日本第18屆眾議院議員大選為止連續當選七屆眾議員。1919年（大正8年）4月到1922年（大正11年）6月期間，擔任遞信次官。於加藤高明內閣中，先後在1924年（大正13年）8月任海軍政務次官、1925年（大正14年）4月任商工政務次官。1927年（昭和2年）7月到翌年5月期間則擔任立憲政友會幹事長。1931年（昭和6年）12月，於犬養內閣擔任拓務大臣直到1932年（昭和7年）5月發生五一五事件後，隨著內閣總辭而下臺。
亦擔任過國光生命保險相互保險公司的董事。

## 傳記
- 秦五十子編《秦豊助》秦五十子、1935年。